# Alphonse Bélanger
Pour les articles homonymes, voir Bélanger.
Alphonse Bélanger (1878-1952) est un ingénieur canadien-français. Sa vie professionnelle est notamment liée à des fonctions académiques et administratives sur près de vingt-cinq années à l'École technique de Montréal.

## Origine et formation
Alphonse Bélanger est né à Saint-Anselme le 13 juin 1878, une municipalité du Québec (Canada) située aujourd'hui dans la MRC de Bellechasse dans la région de Chaudière-Appalaches.
Il compléta son cours classique au séminaire de Québec.
Il gradua de l'École polytechnique de Montréal en 1910, en génie civil avec grande distinction.

## Fonctions et activités à l'École technique de Montréal
- 1913(?)-1919 : est professeur de la première heure à l'École technique de Montréal[2];
- 1919          : est nommé assistant principal par le gouvernement du Québec[2];
- 1920-1937 : est nommé principal et directeur par le gouvernement du Québec[2] ;
- 1924-1925 : est président du Comité consultatif pour la création d'une école perfectionnée d'imprimerie[4] ;
- 1926          : est témoin en tant que directeur de l'École à la commission d'enquête sur la situation scolaire à Montréal[5].

Alphonse Bélanger en est le deuxième directeur depuis la création de l'École technique de Montréal en 1907 succédant à l'ingénieur français Alexandre Macheras.
Sous sa gouverne, un département d'imprimerie est mis sur pied en 1925, et ce à la demande du nouveau directeur général de l’enseignement technique de la province de Québec Augustin Frigon qui venait de succéder à Alexandre Macheras l'année précédente,.
Un atelier d'ébénisterie est créé en 1930. Un ancien élève de l'École technique, Jean-Marie Gauvreau, est nommé professeur responsable de la section meuble de l'École technique. Cet enseignement spécialisé en ébénisterie du meuble mène en 1935 à la formation d'une nouvelle entité, l' École du meuble de Montréal,.
Aussi sous sa gouverne, une section reliure s'ajoute en 1937. Cela mènera à la création de l'École des arts graphiques de Montréal en 1942, fusion des sections imprimerie et reliure de l'École technique.

## Brevet
Alphonse Bélanger est détenteur d'un brevet canadien avec Henri Kieffer obtenu en 1928 pour un appareil de montre.

## Fin de carrière et famille
À la suite de son retrait de la direction de l'École technique de Montréal en 1937, le gouvernement du Québec le nomme conseiller à l'enseignement technique.
Il exerce alors le génie-conseil avec son fils ainé, Guy Bélanger, gradué en 1935 de l'École Polytechnique de Montréal.
Son deuxième fils, Henri Bélanger, a été professeur à l'École technique de Montréal.
Et son troisième fils, Lucien Bélanger, est aussi diplômé de l'École Polytechnique de Montréal en 1942.

## Décès et hommages posthumes
Il décède soudainement le 28 mars 1952 à l'âge de 73 ans. Il était alors échevin,(conseiller municipal) de la cité d'Outremont, sur l'île de Montréal (Québec, Canada) et membre de la commission scolaire catholique de Saint-Viateur.
Dans la revue industrielle Technique de novembre 1952, le directeur de l'École du Meuble Jean-Marie-Gauvreau écrit que ''Quand on songe aux bonds formidables que nous avons accomplis, il faut rendre hommage à ceux qui ont longtemps peiné pour faire l’éducation [technique] d’un milieu propice à l’épanouissement que nous connaissons maintenant. M. Bélanger fut un de ces incontestables apôtres convaincus et remarquablement dévoués.''
Afin de lui rendre hommage, le grand atelier d’ébénisterie de l’École du Meuble fut nommé de son nom. 